# Janice Duncan
Janice Duncan (* in Detroit, Michigan) ist eine US-amerikanische Filmemacherin, Drehbuchautorin und Filmproduzentin.

## Leben
Janice Duncan machte ihren Bachelor of Arts in Film und Media Studies 2013 an der Johns Hopkins University in Baltimore und ihren Master of Arts an der USC School of Cinematic Arts in Film- und Fernsehproduktion. Von 2019 bis 2020 besuchte sie das Feminist Research Institute an der UC Davis.
Janice Davison gründete die Filmproduktionsgesellschaft Derivative Works. Sie definiert sich als „queer afrofuturist time traveller“ und Tanz-Enthusiastin. Sie drehte seit 2011 Kurzfilme, sowohl als Regisseurin und Drehbuchautorin wie auch als Produzentin. Für ihre Produktion des Films A Love Song for Latasha (2019) wurde sie bei der Oscarverleihung 2021 für den Besten Dokumentar-Kurzfilm nominiert.

## Filmografie
- 2019: Dreaming Gave Us Wings (Video Essay, Produktion)
- 2019: A Love Song for Latasha (Dokumentar-Kurzfilm, Produktion)
- 2018: Masks (Abschlussfilm, Produktion)
- 2016: Justice For? (Werbespot für Black Lives Matter, Drehbuch und Regie)
- 2016: Higher (Musikvideo, Drehbuch und Regie)
- 2014: Green Beans (Kurzfilm, Drehbuch und Regie)
- 2013: Anniversary (Kurzfilm, Regie)
- 2011: Quiet Storm (Kurzfilm, Drehbuch und Regie)